# Hrabstwo Greene (Missouri)
Hrabstwo Greene (ang. Greene County) – hrabstwo w stanie Missouri w Stanach Zjednoczonych. Obszar całkowity hrabstwa obejmuje powierzchnię 677,8 mil2 (1755 km²). Jest częścią obszaru metropolitalnego Springfield.
W latach 2010–2021 populacja hrabstwa wzrosła o 7,9% do 297,1 tys. mieszkańców i tym samym jest czwartym najbardziej zaludnionym hrabstwem w stanie.

## Historia
Hrabstwo powstało w 1833 roku i nosi imię Nataniela Greenego – generała Armii Kontynentalnej w czasie wojny o niepodległość Stanów Zjednoczonych.
Według spisu z 2020 roku liczy 298 915 mieszkańców. 

## Sąsiednie hrabstwa
- Hrabstwo Polk (północ)
- Hrabstwo Dallas (północny wschód)
- Hrabstwo Webster (wschód)
- Hrabstwo Christian (południe)
- Hrabstwo Lawrence (południowy zachód)
- Hrabstwo Dade (północny zachód)

## Miasta
- Ash Grove
- Battlefield
- Fair Grove
- Republic
- Rogersville
- Springfield (siedziba i największe miasto)
- Strafford
- Walnut Grove
- Willard

## Religia
Do największych organizacji w hrabstwie należą:
| Lp. | Kościół                                                        | Liczba wspólnot | Liczba członków (2010) | Liczba członków (2020) | Procent ludności |
| --- | -------------------------------------------------------------- | --------------- | ---------------------- | ---------------------- | ---------------- |
| 1.  | Południowa Konwencja Baptystów                                 | 90              | 53 214                 | 47 920                 | 16%              |
| 2.  | Bezdenominacyjne zbory ewangelikalne                           | 46              | 13 035                 | 20 180                 | 6,8%             |
| 3.  | Kościół katolicki                                              | 9               | 15 294                 | 18 355                 | 6,1%             |
| 4.  | Zbory Boże (zielonoświątkowcy)                                 | 49              | 14 846                 | 16 599                 | 5,6%             |
| 5.  | Zjednoczony Kościół Metodystyczny                              | 24              | 14 145                 | 9588                   | 3,2%             |
| 6.  | Kościoły Chrystusowe                                           | 33              | 9659                   | 8689                   | 2,9%             |
| 7.  | Kościół Jezusa Chrystusa Świętych w Dniach Ostatnich (mormoni) | 9               | 4622                   | 4536                   | 1,5%             |
| 8.  | Kościół Luterański Synodu Missouri                             | 4               | 3521                   | 4041                   | 1,4%             |
| 9.  | Zjednoczony Kościół Zielonoświątkowy                           | 7               |                        |                        |                  |